# Jyske mesterskab 1932-33 (fodbold)
Det jyske mesterskab i fodbold 1932-33 var den 35. udgave af turneringen om det jyske mesterskab i fodbold for herrer organiseret af Jydsk Boldspil-Union. AaB vandt turneringen for niende gang. Esbjerg fB tabte for andet år i træk finalen til AaB over tre kampe.

Rækken var udvidet fra 12 til 16 hold, og det dårligst placerede hold i hver række rykkede direkte ud. Efter 11 sæsoner rykkede Aalborg Chang for første gang ud af Mesterskabsrækken. Kolding IF rykkede ned efter en enkelt sæson.
De to bedste hold i hver af de to kredse, som ikke i forvejen spillede i Danmarksturneringen, kvalificerede sig til Oprykningsserien 1933-34.

## JBUs Mesterskabsrække

### Nordkredsen
AaB og AGF deltog samtidig i Mesterskabsserien 1932-33. Aalborg Chang og Randers Freja deltog samtidig i Oprykningsserien 1932-33.

| Pos | Hold                 | K  | V  | U | T  | M+ | M- | MR    | P  | Kvalifikation eller nedrykning             |
| --- | -------------------- | -- | -- | - | -- | -- | -- | ----- | -- | ------------------------------------------ |
| 1   | AaB (M)              | 14 | 12 | 0 | 2  | 50 | 25 | 2,000 | 24 | Kvalifikation til finale                   |
| 2   | AGF                  | 14 | 11 | 0 | 3  | 61 | 18 | 3,389 | 22 |                                            |
| 3   | Aalborg Freja        | 14 | 6  | 3 | 5  | 35 | 36 | 0,972 | 15 | Kvalifikation til Oprykningsserien 1933-34 |
| 4   | AIA                  | 14 | 6  | 3 | 5  | 35 | 43 | 0,814 | 15 | Kvalifikation til Oprykningsserien 1933-34 |
| 5   | Randers Freja        | 14 | 6  | 1 | 7  | 36 | 36 | 1,000 | 13 |                                            |
| 6   | Viborg FF (O)        | 14 | 4  | 2 | 8  | 26 | 43 | 0,605 | 10 |                                            |
| 7   | Frederikshavn fI (O) | 14 | 3  | 1 | 10 | 25 | 47 | 0,532 | 7  |                                            |
| 8   | Aalborg Chang        | 14 | 3  | 0 | 11 | 29 | 52 | 0,558 | 6  | Nedrykning                                 |

### Sydkredsen
Esbjerg fB deltog samtidig i Mesterskabsserien 1932-33 og Fredericia BK og Vejen SF i Oprykningsserien 1932-33..

| Pos | Hold           | K  | V  | U | T  | M+ | M- | MR    | P  | Kvalifikation eller nedrykning             |
| --- | -------------- | -- | -- | - | -- | -- | -- | ----- | -- | ------------------------------------------ |
| 1   | Esbjerg fB     | 14 | 10 | 1 | 3  | 54 | 21 | 2,571 | 21 | Kvalifikation til finale                   |
| 2   | Fredericia BK  | 14 | 8  | 3 | 3  | 50 | 33 | 1,515 | 19 | Kvalifikation til Oprykningsserien 1933-34 |
| 3   | AFC (O)        | 14 | 8  | 2 | 4  | 38 | 31 | 1,226 | 18 | Kvalifikation til Oprykningsserien 1933-34 |
| 4   | Vejen SF       | 14 | 7  | 2 | 5  | 40 | 29 | 1,379 | 16 |                                            |
| 5   | Horsens fS     | 14 | 6  | 3 | 5  | 37 | 37 | 1,000 | 15 |                                            |
| 6   | Kolding B      | 14 | 2  | 4 | 8  | 29 | 52 | 0,558 | 8  |                                            |
| 7   | Vejle BK       | 14 | 2  | 4 | 8  | 18 | 47 | 0,383 | 8  |                                            |
| 8   | Kolding IF (O) | 14 | 3  | 1 | 10 | 24 | 40 | 0,600 | 7  | Nedrykning                                 |

## Finale
| 4. juni 1933 1. kamp |

| Esbjerg fB                           | 2 - 4   | AaB                                                                                          |
| ------------------------------------ | ------- | -------------------------------------------------------------------------------------------- |
| Svend Frikke 28' · Carl Gravesen 70' | (1 - 2) | Søren Andersen 36' · Carl Madsen 42' · Selvmål Holger Schlosser 59' · Werner Hedegaard 63' · |

| Esbjerg Idrætspark, Esbjerg Tilskuere: 3.000 Dommer: Ernst Hansen, Vejle |

| 11. juni 1933 2. kamp |

| AaB | 0 - 2   | Esbjerg fB                             |
| --- | ------- | -------------------------------------- |
|     | (0 - 1) | Svend Frikke 25' · Carl Gravesen 55' · |

| Aalborg Stadion, Aalborg |

| 18. juni 1933 Omkamp |

| AaB                                 | 2 - 0   | Esbjerg fB |
| ----------------------------------- | ------- | ---------- |
| Ernst Nielsen 24' · Carl Madsen 61' | (2 - 1) |            |

| Aarhus Stadion, Aarhus Tilskuere: 7.000 Dommer: Henry Tholstrup, Aarhus |

AaB vandt mesterskabet med fire point mod to.

## Øvrige kilder
- Alstrup, Aksel (1950-1953). "JBU-mesterskabernes fordeling". Jysk Fodbold i Fortid og Nutid - Bind 1 & 2. Odense: Jydsk Boldspil-Union, Østergaards Forlag. s. 88-92.